# Petroglifos de Mt. Rich
Los petroglifos de Mt. Rich son una serie de petroglifos precolombinos, ubicados en lo profundo de un barranco a lo largo del río Saint Patrick en Mt. Rich, Saint Patrick, Granada. El sitio consta de varios cantos rodados tallados por los antiguos amerindios, el más grande de los cuales contiene más de 60 grabados. También se pueden encontrar cerca dos "piedras de trabajo", que comprenden seis cúpulas.

## Historia
Dada la diversidad y la gran cantidad de imágenes (que pueden ser más de 60), algunos investigadores han planteado la hipótesis de que representan un palimpsesto de dibujos tallados en diferentes momentos. Por ejemplo, un estudio de los elementos de diseño en los petroglifos de Mt. Rich, en comparación con otros en las Antillas Menores, encontró que las primeras imágenes en Mt. Rich pueden haber sido talladas ya en el año 500 d. C. Sin embargo, los datos de cerámica de un sitio arqueológico cercano (Montreuil) sugieren que fueron tallados un poco más tarde, no antes del año 700 d. C., lo que está respaldado por una datación por radiocarbono. Otra evidencia indirecta que correlaciona un período de aridez climática con migraciones en Sudamérica y el sur del Caribe sugiere que la mayoría (si no todo) del arte rupestre y las piedras de trabajo de Granada datan de entre el 750 y el 900 d. C.

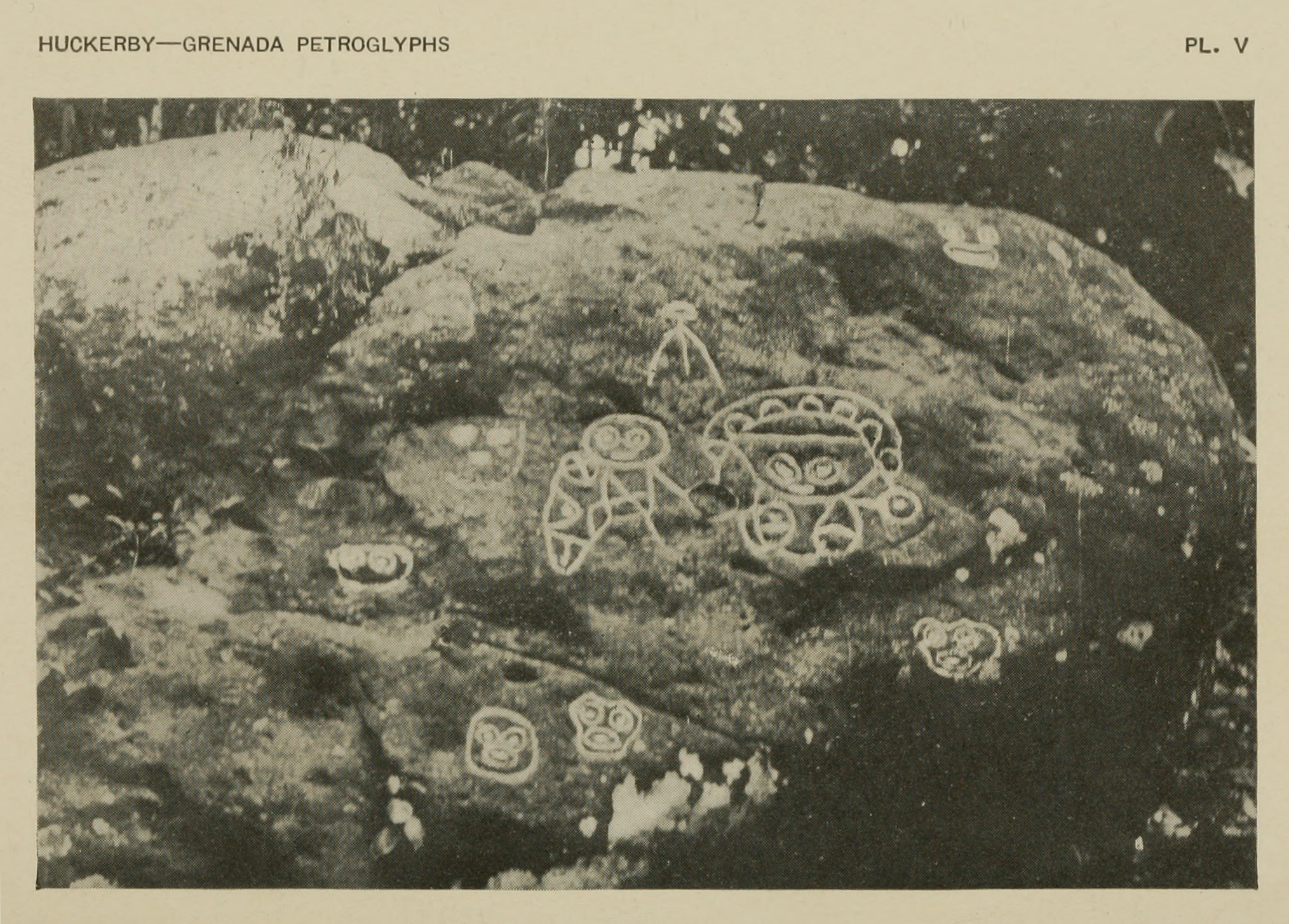
Una foto de la piedra principal, del libro de Huckerby de 1921

La referencia histórica más antigua a las piedras de Mt. Rich es una breve nota fechada en 1833 en la Grenada Magazine, que describe "varios caracteres jeroglíficos" tallados en una piedra debajo de la fábrica de azúcar de Mount Rich. En febrero de 1903, el geólogo alemán Karl Sapper visitó varios sitios de petroglifos de Granada con el Rev. Thomas Huckerby, dibujando algunas de las imágenes de Mt. Rich en su libro sobre San Vicente. En 1921, Thomas Huckerby, el ministro metodista que había recibido a Sapper y previamente había escrito un artículo sobre los petroglifos de San Vicente, publicó un pequeño folleto sobre los petroglifos de Granada a través del Museo Nacional de los Indios Americanos en Nueva York (actualmente parte del Instituto Smithsoniano). El informe de 1921 contiene fotografías y análisis de los glifos en Mt. Rich y otros dos sitios cerca de Victoria, Granada . Desde la visita de Huckerby, varios investigadores han mencionado el sitio en sus informes.
En 1986, la arqueóloga Ann Cody registró Mt. Rich en un inventario de los sitios prehistóricos de la isla, observando que las fotografías de Huckerby no coincidían con la posición actual de la piedra principal, lo que le llevó a plantear la hipótesis de que la roca había rodado colina abajo tras la visita de Huckerby. Desde entonces, otros han notado que, dada su asociación con los otros petroglifos y piedras de trabajo en el río, la piedra principal probablemente se movió un poco fuera de posición desde 1921, tal vez como resultado de que las personas se pararon encima.

## Interpretación

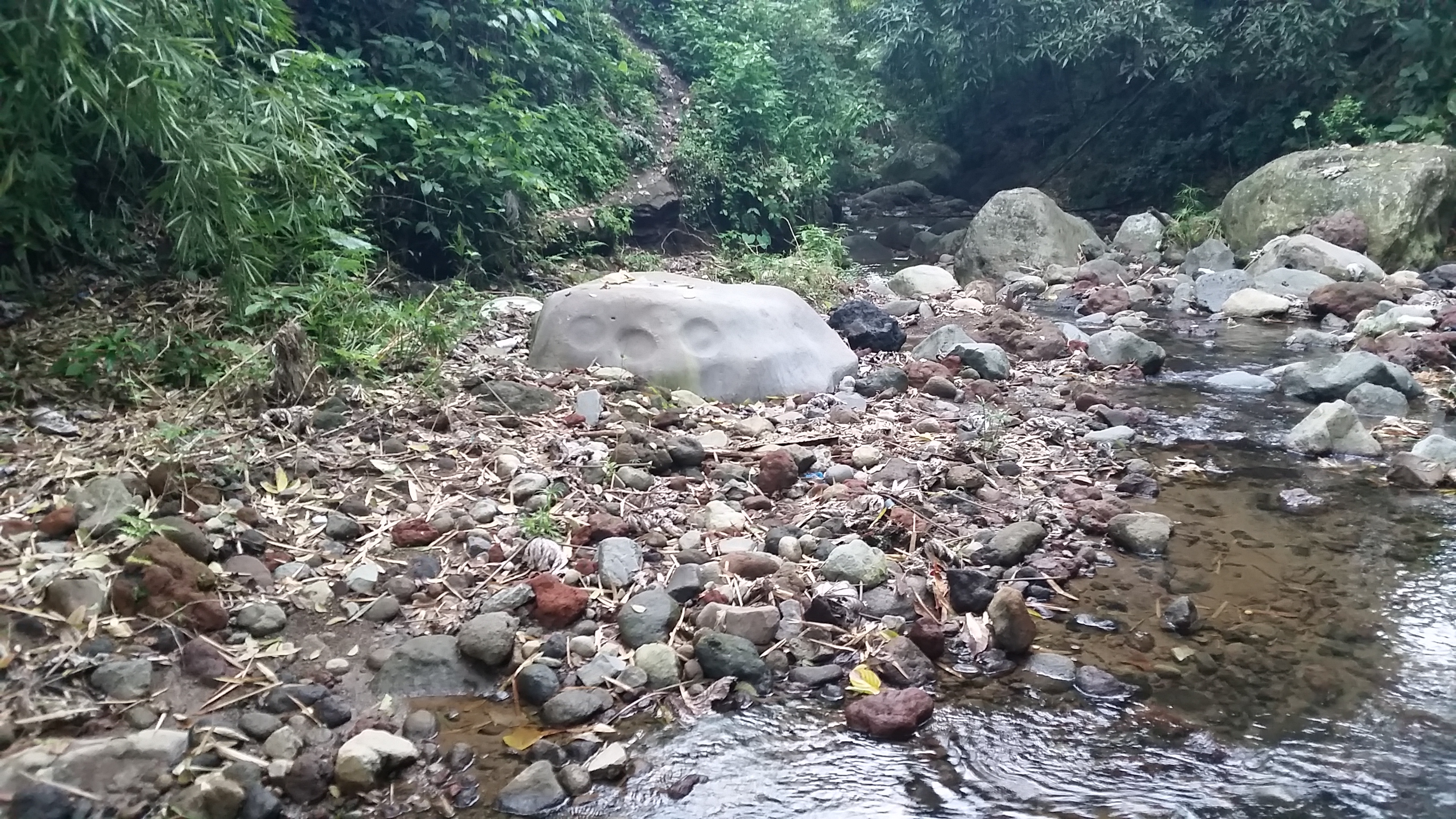
Una de las piedras de trabajo en Mt. Rich

La mayoría de los arqueólogos caribeños sostienen que los petroglifos fueron dibujados por chamanes, tal vez para señalar los lugares donde se reunían los antepasados. Como gran parte del continente americano, los grupos amerindios del Caribe eran animistas y buscaban comunicarse con sus antepasados. Si los petroglifos son espacios rituales, entonces las piedras de trabajo que los acompañan pueden ser morteros sobre los cuales los chamanes mezclaron brebajes alucinógenos para conectarse con los ancestros antes de tallar.

## Turismo
En 2014, un grupo local de jóvenes (MYCEDO) recibió una subvención para renovar un antiguo mirador y convertir Mt. Rich en una atracción patrimonial. En 2018, abrieron el edificio a los visitantes y ofrecieron información y una plataforma de observación por una pequeña tarifa. El grupo también realiza recorridos por su aldea y las plantaciones abandonadas cercanas. Los petroglifos de Mt. Rich también forman parte del recorrido Petroglyph Path del Ministerio de Turismo, que une varios de los sitios de arte rupestre de Granada.

## Estatus oficial
Al igual que todos los sitios arqueológicos prehistóricos e históricos de Granada, no existen designaciones o regulaciones claras que protejan el sitio de Mt. Rich, a pesar de que se recomienda constantemente que se incluya en un registro nacional de sitios patrimoniales (que nunca se ha formalizado). Técnicamente, todos estos sitios están protegidos por la Ley de Museos Nacionales de Granada de 2017, pero el Gobierno de Granada solo ha implementado parcialmente esta Ley.